# Chotoviny
Chotoviny település Csehországban, a Tábori járásban. Chotoviny Radkov, Borotín, Košín, Jedlany, Sudoměřice u Tábora, Radimovice u Tábora, Tábor, Ratibořské Hory és Nemyšl településekkel határos. Lakosainak száma 1915 fő (2024. január 1.).

## Népesség
A település lakosságának változását az alábbi diagram mutatja:
| Lakosok száma | 2425 | 2578 | 2161 | 1652 | 1537 | 1525 | 1764 | 1775 | 1804 | 1915 |
|               | 1869 | 1890 | 1921 | 1950 | 1980 | 2001 | 2017 | 2019 | 2022 | 2024 |